# Grand Prix Formule 1 van Oostenrijk 1982
De Grand Prix Formule 1 van Oostenrijk 1982 werd gehouden op 15 augustus op de Österreichring. Het was de dertiende race van het seizoen.

## Uitslag
| Positie | Nummer | Rijder             | Team           | Ronden | Tijd/Opgave         | Startplaats | Punten |
| ------- | ------ | ------------------ | -------------- | ------ | ------------------- | ----------- | ------ |
| 1       | 11     | Elio de Angelis    | Lotus-Ford     | 53     | 1:25:02.212         | 7           | 9      |
| 2       | 6      | Keke Rosberg       | Williams-Ford  | 53     | + 0.050             | 6           | 6      |
| 3       | 26     | Jacques Laffite    | Ligier-Matra   | 52     | + 1 Ronde           | 14          | 4      |
| 4       | 27     | Patrick Tambay     | Ferrari        | 52     | + 1 Ronde           | 4           | 3      |
| 5       | 8      | Niki Lauda         | McLaren-Ford   | 52     | +1 Ronde            | 10          | 2      |
| 6       | 30     | Mauro Baldi        | Arrows-Ford    | 52     | +1 Ronde            | 23          | 1      |
| 7       | 20     | Chico Serra        | Fittpaldi-Ford | 51     | +2 Rondes           | 20          |        |
| 8       | 15     | Alain Prost        | Renault        | 48     | Injectie            | 3           |        |
| 9       | 7      | John Watson        | McLaren-Ford   | 44     | Motor               | 18          |        |
| NF      | 4      | Brian Henton       | Tyrrell-Ford   | 32     | Motor               | 19          |        |
| NF      | 1      | Nelson Piquet      | Brabham-BMW    | 31     | Elektrisch probleem | 1           |        |
| NF      | 33     | Tommy Byrne        | Theodore-Ford  | 28     | Spin                | 26          |        |
| NF      | 29     | Marc Surer         | Arrows-Ford    | 28     | Motor               | 21          |        |
| NF      | 2      | Riccardo Patrese   | Brabham-BMW    | 27     | Motor               | 2           |        |
| NF      | 25     | Eddie Cheever      | Ligier-Matra   | 22     | Motor               | 22          |        |
| NF      | 12     | Nigel Mansell      | Lotus-Ford     | 17     | Motor               | 12          |        |
| NF      | 16     | René Arnoux        | Renault        | 16     | Injectie            | 5           |        |
| NF      | 9      | Manfred Winkelhock | ATS-Ford       | 15     | Spin                | 25          |        |
| NF      | 35     | Derek Warwick      | Toleman-Hart   | 7      | Ophanging           | 15          |        |
| NF      | 36     | Teo Fabi           | Toleman-Hart   | 7      | Transmissie         | 17          |        |
| NF      | 14     | Roberto Guerrero   | Ensign-Ford    | 6      | Spin                | 16          |        |
| NF      | 3      | Michele Alboreto   | Tyrrell-Ford   | 1      | Spin                | 8           |        |
| NF      | 17     | Rupert Keegan      | March-Ford     | 1      | Stuurfout           | 24          |        |
| NF      | 5      | Derek Daly         | Williams-Ford  | 0      | Botsing             | 9           |        |
| NF      | 22     | Andrea de Cesaris  | Alfa Romeo     | 0      | Botsing             | 11          |        |
| NF      | 23     | Bruno Giacomelli   | Alfa Romeo     | 0      | Botsing             | 13          |        |
| NQ      | 18     | Raul Boesel        | March-Ford     |        |                     |             |        |
| NQ      | 31     | Jean-Pierre Jarier | Osella-Ford    |        |                     |             |        |
| NQ      | 10     | Eliseo Salazar     | ATS-Ford       |        |                     |             |        |

## Statistieken
| Pole-position | Nelson Piquet | Brabham-BMW | 1:27.612 |
| Snelste ronde | Nelson Piquet | Brabham-BMW | 1:33.699 |

## Noot
- Dit was de vijfde snelste ronde voor Nelson Piquet.
- Eerste rondes als raceleider en eerste Grand Prix-winst voor Elio de Angelis.

1963 · 1964 · 1970 · 1971 · 1972 · 1973 · 1974 · 1975 · 1976 · 1977 · 1978 · 1979 · 1980 · 1981 · 1982 · 1983 · 1984 · 1985 · 1986 · 1987 · 1997 · 1998 · 1999 · 2000 · 2001 · 2002 · 2003 · 2014 · 2015 · 2016 · 2017 · 2018 · 2019 · 2020 · 2021 · 2022 · 2023 · 2024 · 2025